# تان جینژوانگ
تان جینژوانگ (انگلیسی: Tan Jinzhuang؛ زادهٔ ۲۷ ژانویهٔ ۲۰۰۳) بازیکن هاکی روی چمن اهل چین است.